# Horst-Dieter Kolletschke
Horst-Dieter Kolletschke (* 29. Februar 1952 in Eckernförde) ist ein deutscher Marineoffizier. Zuletzt war er Konteradmiral und Abteilungsleiter Einsatzunterstützung im Marinekommando.

## Militärische Laufbahn
Von 1972 bis 1975 studierte Kolletschke Elektrotechnik an der Fachhochschule Kiel (Abschluss Ing.(grad)). Mit der Crew VII/75 trat er anschließend in die Deutsche Marine ein. Nach der Offizierausbildung studierte er von 1976 bis 1979 Elektrotechnik (Fachrichtung Energietechnik) an der Universität der Bundeswehr München. Er schloss es 1979 mit dem Diplom ab. Von 1980 bis 1983 war er als Technischer Offizier, Nachschuboffizier und Staffelchef im Marinefliegergeschwader 5 in Kiel-Holtenau eingesetzt. 1983 wechselte er als Wissenschaftlicher Mitarbeiter an das Institut für Elektrische Maschinen und Antriebstechnik der Universität der Bundeswehr München, die ihn 1987 zum Dr.-Ing. promovierte. Von 1987 bis 1988 war er als Sachgebietsleiter im Materialamt der Luftwaffe in Köln-Wahn eingesetzt. Es folgten weitere Truppenverwendungen als Staffelchef im Marinefliegergeschwader 3 in Nordholz (1988–1991) und als S3 Stabsoffizier der Technischen Gruppe im Marinefliegergeschwader 1 in Kropp. Von 1992 bis 1993 war er als Referent im Führungsstab der Marine in Bonn eingesetzt. Es folgte von 1993 bis 1995 eine Verwendung als Kommandeur der Technischen Gruppe im Marinefliegergeschwader 5 in Kiel-Holtenau. Von 1995 bis 1997 war er als Gruppenleiter im Marineunterstützungskommando in Wilhelmshaven eingesetzt. Es folgte von 1997 bis 1999 eine Verwendung als Kommandeur der Technischen Marineschule in Kiel. Von 1999 bis 2001 war er als Referatsleiter im Führungsstab Marine in Bonn eingesetzt. 2001 wurde er in das Marineamt versetzt. Hier nahm er zunächst bis 2002 in Wilhelmshaven die Aufgaben des Admiral Marinerüstung wahr. Nach der Umgliederung und der Verlegung des Marineamtes nach Rostock wurde er von 2003 bis 2004 als Admiral Marinelogistik am neuen Standort in Rostock eingesetzt. Es folgte von 2004 bis 2006 eine Verwendung als Stabsabteilungsleiter FüM II im BMVg in Bonn. 2006 kehrte er in das Marineamt als Stellvertreter Amtschef zurück.
Als Nachfolger von Konteradmiral Axel Schimpf leitete er ab April 2010 das Marineamt in Rostock bis zu dessen Außerdienststellung. Danach wechselte er am 1. Oktober 2012 als Abteilungsleiter Einsatzunterstützung zum Marinekommando, das am Standort des Marineamtes neu aufgestellt worden war. Er übergab dieses Amt am 14. August 2014 an Karl-Wilhelm Ohlms und wurde zum Monatsende in den Ruhestand versetzt.